# مرحواي (تشغابور)
مرحواي (بالفارسية: مرحوای) هي قرية تقع في إيران في قسم تشغابور الريفي. يقدر عدد سكانها بـ 56 نسمة بحسب إحصاء 2016.